# Allium baekdusanense
Allium baekdusanense là một loài thực vật có hoa trong họ Amaryllidaceae. Loài này được Y.N.Lee mô tả khoa học đầu tiên năm 2005.